# 中村敦雄
中村 敦雄（なかむら あつお、1964年2月19日 - ）は、日本の学者・教育学者。現在明治学院大学教授。専門は言語学・国語教育。

## 来歴・人物
1964年2月19日、福岡県で出生。1986年3月、東京学芸大学教育学部国語教育専攻卒業、1989年3月、同大学大学院教育学研究科国語教育学修了。1992年7月、読書科学研究奨励賞受賞。
2002年4月、群馬大学教育学部学校教育講座国語専攻助教授、2007年4月、同准教授、2011年4月、同教授。2013年12月、明治学院大学心理学部教育発達学科教授。

## 専門分野
- 日常的なことばの「論理」に関する研究
- 音声言語教育の授業開発
- メディア・リテラシーに関する研究

（国語科教育におけるメディア・リテラシー・国語科教育における修辞学の受容）
主に「ことばの力」の育成を目指し、研究している。

## 著書・論文

### 著書
- 『日常言語の論理とレトリック』（教育出版センター、1993年）
- 『コミュニケーション意識を育てる 発信する国語教室』（明治図書、1998年）
- 『国語科教育における能力主義の成立過程:輿水実と近代化の精神、1931-1977』（溪水社、2020年）

### 共編著書
- 『国語科重要用語事典』（明治図書、2015年）
- 『教育発達学の展開:幼小接続・連携へのアプローチ』（風間書房、2020年）

### 論文
- 『メディア・リテラシーを育てる国語の授業』　明治図書 （学術雑誌、2001年）
- 『国語科メディア教育への挑戦　第2巻（小学校編②）』　明治図書 （2003年）
- 『レトリック探究法（シリーズ日本語探究法7）』朝倉書店 （2004年）
- 『ポスト産業社会におけるリテラシー』　国語科教育 （2005年）
- 『リテラシー論の変遷から見た読書活動の課題』　日本語学 （2005年）
- 『国語科教育におけるディベート受容』　月刊国語教育研究 （2005年）
- 『メディアの学習（メディア教育／メディア・リテラシー）』　言語技術教育 （2005年）
- 『音声言語の重要性を意識化させるための三つの方略』　月刊国語教育 （2005年）
- 『聞くことの能力向上のための学習開発』　教育科学国語教育 （2005年）
- 『PISAにおける「読解力（reading literacy）」の解明』　言語技術教育 （2006年）
- 『大学と地域との協働にもとづく学習指導改善の方途－桐生市立南中学校における「学習指導カウンセラー派遣に係る調査研究事業」を振り返って－』　群馬大学教育実践研究 （2006年）

他多数

## 所属学会
- 全国大学国語教育学会
- 日本国語教育学会